# Mark Zeugin
Mark D. Zeugin (* 9. Juli 1930 in Bern; † 7. Mai 2003 in Küssnacht am Rigi; heimatberechtigt in Duggingen) war ein Schweizer Grafiker, Unternehmer und Dozent.

## Leben
Mark Zeugin wurde am 9. Juli 1930 in Bern geboren und wuchs bei seinem Grossvater in Liestal auf, wo er die Primarschule besuchte. Nach einigen Jahren an der Kantonsschule Luzern trat er 1950 eine Berufslehre als Grafiker an und besuchte die Kunstgewerbeschule Luzern. Danach arbeitete Zeugin in der Werbeagentur Klapproth und ging schliesslich die Bürogemeinschaft Zeugin & Stöcklin in Luzern ein. 1955 heiratete er die Liestalerin Gret Schuppli (1929–1985). 1956 gründete er ein eigenes Grafik-Atelier Mark Zeugin, das sich ab 1965 zu einem der führenden Grafik- und Werbebüros der Zentralschweiz entwickelte.
In den 1990er Jahren wohnte er zeitweise in Massa Marittima in der Toskana, das zu seiner zweiten Heimat wurde.
Ab 1978 war Zeugin Dozent (Fachlehrer Grafik) an der Schule für Gestaltung Bern und Biel in Biel und an der Schule für Gestaltung Luzern (heute: Fachklasse Grafik Luzern am Fach- und Wirtschafts-Mittelschulzentrum FMZ) in Luzern.
Von 1963 bis 1972 war Zeugin Präsident des Bundes Graphischer Gestalter (BGG) und von 1972 bis 1975 der Arbeitsgemeinschaft Schweizerischer Gestalter (ASG). Er war zudem Mitglied der Alliance Graphique Internationale (AGI) und des Schweizer Grafiker Verbands (SGV).
Zeugin war bei der Luzerner Fasnacht engagiert und war leidenschaftlicher Sportler. Er begeisterte sich insbesondere für Curling. Bei der Curling-Europameisterschaft 1980 erreichte er mit dem Schweizer Team den 5. Platz. Er starb am 7. Mai 2003 auf dem Golfplatz von Küssnacht am Rigi.

## Werk
Zeugin war als Grafiker vorwiegend tätig in den Bereichen Plakatgestaltung, Druckgrafik, Design und Buchgestaltung. Er entwarf auch eindrückliche Logos. Zeugin konnte seine Arbeit in zahlreichen Ausstellungen präsentieren. Einen grossen Teil seiner Freizeit verbrachte er mit Malen.
Zeugin gründete 1998 die zeugindesign-Stiftung. Diese vergibt seitdem Preise und Projektunterstützungen in dem Bereich der visuellen Gestaltung.

## Auszeichnungen
Zeugin gewann zahlreiche Preise für seine Plakat- und Buchgestaltungen, darunter zwischen 1959 und 1975 vier Mal die Auszeichnung der «Schweizer Plakate des Jahres» (1959, 1963, 1974, 1975). Es wurden unter anderem seine Plakate für die Reitsportveranstaltung CSIO Schweiz in Luzern, für Caritas Schweiz und für die Luzerner Region («Vaterland» mit einem grossen, roten «V») ausgezeichnet.